# Rappahannock
Il fiume Rappahannock è un fiume della Virginia orientale (USA), lungo all'incirca 294 km. Taglia l'intera parte settentrionale dello Stato, dalle Blue Ridge Mountains, e nella parte occidentale attraversa il Piedmont, fino alla Baia di Chesapeake a Sud del fiume Potomac. È stato considerato da alcuni come un confine naturale tra il "Nord" (Unione (guerra di secessione americana)) e il "Sud" (Stati Confederati d'America) nel corso della Guerra di secessione americana.
È un importante fiume e luogo in cui si svilupparono i primi insediamenti della Colonia della Virginia e più tardi fu teatro di alcuni fra i principali fatti d'arme della Guerra di secessione. Il suo bacino copre un'area complessiva di 7.405 km², approssimativamente il 6% dell'intero Stato della Virginia.

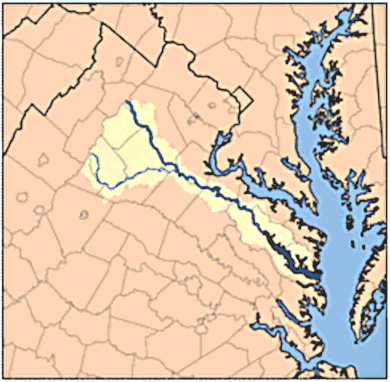
Il bacino del fiume Rappahannock

## Descrizione
Nasce in una zona montuosa a Chester Gap nella parte occidentale della Contea di Fauquier in Virginia. Scorre verso sud-est oltrepassando Remington, e riceve le acque del fiume Rapidan a circa 15 km a nord-est della città di Fredericksburg, che poi attraversa. A sud-est di Fredericksburg si allarga formando un estuario di acqua salmastra lungo circa 80 km, oltrepassando Tappahannock sulla costa meridionale. Entra nella baia di Chesapeake circa 25 km a sud della foce del Potomac tra punta Windmill e punta Stingray, a circa 80 km a est di Richmond. L'estuario è una zona adatta alla pesca di ostriche e granchi.

## Storia
Il nome del fiume proviene dalla parola algonchina lappihanne (riportata anche come toppehannock), il cui significato è "fiume d'acqua che sale rapida" oppure "dove la marea fluisce e rifluisce."
La colonizzazione della valle ebbe inizio tra il 1710 e il 1720 su impulso del governatore della Virgina Alexander Spotswood. La valle del fiume James era stata esplorata fino alla linea delle cascate, e Spotswood favorì l'insediamento nella valle di un altro fiume. Nel 1714 egli incoraggiò immigranti provenienti dal Palatinato e dalla Svizzera a stabilirsi su terreni che controllava vicino a Germanna per sfruttare i depositi di minerali ferrosi di quella regione.
Durante la guerra di secessione il fiume fu spesso utilizzato come barriera e linea difensiva per il movimento delle truppe. Esso costituì per le truppe dell'Unione un ostacolo particolarmente difficile nei tentativi di penetrare nella Virginia meridionale. Il controllo del fiume passò più volte dall'una all'altra parte nel corso della guerra. Tra le battaglie importanti combattute lungo il fiume vi furono quella di Fredericksburg e le due Battaglie di Rappahannock Station. La linea difensiva del fiume fu infine aggirata da Ulysses S. Grant nella Campagna Terrestre del 1864, che portò alla vittoria finale dell'Unione.